# Misha Mahowald
Michelle Anne Mahowald (* 12. Januar 1963 in Minneapolis, Minnesota, USA; † 26. Dezember 1996 in Zürich, Schweiz) war eine US-amerikanische Neurowissenschaftlerin auf dem Gebiet des Neuromorphic Engineering. Sie war leitende Forscherin bei der Entwicklung des Silicon Eye, eines Geräts, mit dem Blinde wieder sehen können.

## Leben und Werk
Mahowald studierte Biologie am California Institute of Technology, wo sie 1985 ihren Abschluss erhielt. Sie promovierte 1992 bei Carver Mead in Computational Neuroscience mit der Dissertation: VLSI analogs of neuronal visual processing: a synthesis of form and function.
Während ihrer Promotion am California Institute of Technology leistete sie zusammen mit Mead bahnbrechende Beiträge zu dem neuen Gebiet der neuromorphen Technik. Ihre Doktorarbeit wurde mit dem Clauser-Preis ausgezeichnet, der für Arbeiten verliehen wird, die das Potenzial neuer Wege des menschlichen Denkens und Strebens aufzeigen. Ihre Arbeit erhielt viel Anerkennung, und die populärwissenschaftliche Presse und das Radio stellten sie in mehreren Veröffentlichungen und Sendungen vor.
Anschließend forschte sie in den neurobiologischen Laboren der Oxford University in England mit den Neuroinformatikern Kevan Martin und Rodney Douglas an analogen Very Large Scale Integration (VLSI)-Modellen der Mikroschaltkreise des visuellen Kortex. Sie zog mit Martin und Douglas nach Zürich, um dort 1995 das Instituts für Neuroinformatik der Universität Zürich und der ETH Zürich zu gründen. Sie beabsichtigte, die Rechenprinzipien zu identifizieren, die das Gehirn so vielseitig und leistungsfähig machen, und zu versuchen, sie in einer neuen Art von Computerarchitektur zu verkörpern.
Mahowald nahm sich im Alter von 33 Jahren das Leben.

## Forschung
1991 entwickelte sie ein „Silicon Neuron“, das elektrische Eigenschaften analog zu biologischen Neuronen hatte, die Wissenschaftler zum Aufbau großer, biologisch realistischer neuronaler Netzwerke verwenden können. Diese Arbeit wurde in der Wissenschaftszeitschrift Nature  vorgestellt und bildete die Grundlage für ihre weitere Forschung. Sie entwickelte in ihrer Dissertation die Silicon Retina, eine Lösung für das Problem der Kommunikation zwischen Computerelementen auf neuromorphen Chips, die in der Lage sind, die Tiefe von einem Objekt aus einem binokularen Bild zu erkennen.
Die Silizium-Retina verwendete analoge elektrische Schaltkreise, um die biologischen Funktionen von Stäbchenzellen, Zapfenzellen und anderen nicht-photorezeptiven Zellen in der Netzhaut des Auges nachzuahmen. Die Erfindung war nicht nur potenziell nützlich als Gerät zur Wiederherstellung des Sehvermögens von Blinden, sondern war auch eine der vielseitigsten Leistungen der Elektro- und Biotechnik der damaligen Zeit. Mahowald erhielt vier Patente.

## Auszeichnungen und Ehrungen (Auswahl)
- 1996: Women in Technology Hall of Fame
- 2016: Misha-Mahowald-Preis würdigt weltweit herausragende Forschung im Bereich Neuromorphic Engineering; erstmals 2016 verliehen[5]

## Veröffentlichungen (Auswahl)
Ihr Name erschien auch nach ihrem Tod in Veröffentlichungen in Anerkennung ihrer Beiträge, die sie zu Lebzeiten zu diesen Werken geleistet hatte.
- An Analog VLSI System for Stereoscopic Vision. Springer, 1994, ISBN 978-0-7923-9444-0.
- mit Carver Mead: The Silicon Retina. Scientific American, 264 (5), 1991, DS. 76–82. ISSN 0036-8733.[6]
- mit R.J. Douglas, K.A.C. Martin: Hybrid analog-digital architectures for neuromorphic systems.  Neural Networks, 1994 IEEE World Congress on Computational Intelligence, 3: S. 1848–1853, IEEE, 1994.
- mit R. Douglas: A Constructor set for Silicon Neurons. An Introduction to Neural and Electronic Networks:14 277–296, S.F. Zornetzer, J.L. Davis, C. Lau and T. McKenna (Eds.), Academic Press, 1995
- mit R. Douglas: Silicon Neurons. The Handbook of Brain Theory and Neural Networks, S. 282–289, MIT Press, 1995.
- mit R. Douglas, C. Mead: Neuromorphic Analog VLSI. Annual Review of Neuroscience, 18, S. 255–281, 1995.
- mit R.J. Douglas, C. Koch, K.A.C. Martin and H.H. Suarez: Recurrent Excitation in Neocortical Circuits. Science, 269, S. 981–985, 1995.
- mit R. Hahnloser, R. Sarpeshkar, R.J. Douglas and S. Seung: Digital selection and analog amplification co-exist in an electronic circuit inspired by neocortex. Nature, 405, S. 947–951, 2000.